# Клейтон (Оклахома)
Клейтон (англ. Clayton) — місто (англ. town) в США, в окрузі Пушматага штату Оклахома. Населення — 555 осіб (2020).

## Географія
Клейтон розташований за координатами 34°35′10″ пн. ш. 95°21′21″ зх. д. / 34.58611° пн. ш. 95.35583° зх. д. (34.586129, -95.355746).  За даними Бюро перепису населення США в 2010 році місто мало площу 4,51 км², з яких 4,45 км² — суходіл та 0,06 км² — водойми.

## Демографія
Згідно з переписом 2010 року, у місті мешкала 821 особа в 355 домогосподарствах у складі 215 родин. Густота населення становила 182 особи/км².  Було 415 помешкань (92/км²).
Расовий склад населення:
| - 71,6 % — білих - 17,2 % — корінних американців - 0,5 % — чорних або афроамериканців - 0,2 % — азіатів |

До двох чи більше рас належало 10,5 %. Частка іспаномовних становила 1,8 % від усіх жителів.
За віковим діапазоном населення розподілялося таким чином: 26,4 % — особи молодші 18 років, 58,9 % — особи у віці 18—64 років, 14,7 % — особи у віці 65 років та старші. Медіана віку мешканця становила 33,9 року. На 100 осіб жіночої статі у місті припадало 86,6 чоловіків;  на 100 жінок у віці від 18 років та старших — 79,8 чоловіків також старших 18 років.
Середній дохід на одне домашнє господарство  становив 34 732 долари США (медіана — 25 078), а середній дохід на одну сім'ю — 44 682 долари (медіана — 34 044). Медіана доходів становила 40 250 доларів для чоловіків та 23 036 доларів для жінок. За межею бідності перебувало 27,0 % осіб, у тому числі 28,0 % дітей у віці до 18 років та 14,4 % осіб у віці 65 років та старших.
Цивільне працевлаштоване населення становило 237 осіб. Основні галузі зайнятості: освіта, охорона здоров'я та соціальна допомога — 28,3 %, роздрібна торгівля — 19,8 %, сільське господарство, лісництво, риболовля — 17,3 %.